# Allison V-1710
Allison V-1710 byl dvanáctiválcový vidlicový letecký motor vyráběný společností Allison před a v průběhu druhé světové války. Poháněl řadu letounů používaných během druhé světové války USAAF (americkým vojenským letectvem), řada z nich byla dodávána i spojencům. Můžeme uvést například typy Lockheed P-38 Lightning, Bell P-39 Airacobra, Curtiss P-40 Warhawk, North American (NAA) P-51 a P-51A Mustang, Bell P-63 Kingcobra, North American P-82 Twin Mustang či North American A-36 Apache.
V-1710 byl vyráběn ve velkých sériích a byl široce používán, ovšem po značnou část války jej handicapovaly horší výkony ve velkých výškách – tedy alespoň pokud jej srovnáváme s britským motorem Rolls-Royce Merlin, který byl od roku 1942 vyráběn i ve verzích, které byly přeplňovány dvourychlostním dvoustupňovým kompresorem, vybaveným chladičem stlačeného vzduchu (mezichladičem – v britské terminologii se nazývá intercooler, v americké pak aftercooler; tyto verze mj. poháněly stíhačky Supermarine Spitfire Mk.IX, poprvé ve variantách Merlin 61 a Merlin 63), typ navíc byl i vyráběn v licenci v USA u automobilky Packard (tyto motory mj. poháněly i stíhačky P-51B, C, D, K a P-51H Mustang). Prvními verzemi s dvoustupňovým kompresorem, který výrazně zlepšil výkony motorů V-1710 ve velkých výškách, byly až V-1710-47 a V-1710-93 (E9 a E11), které poháněly stíhačky P-63 Kingcobra.

## Vývoj

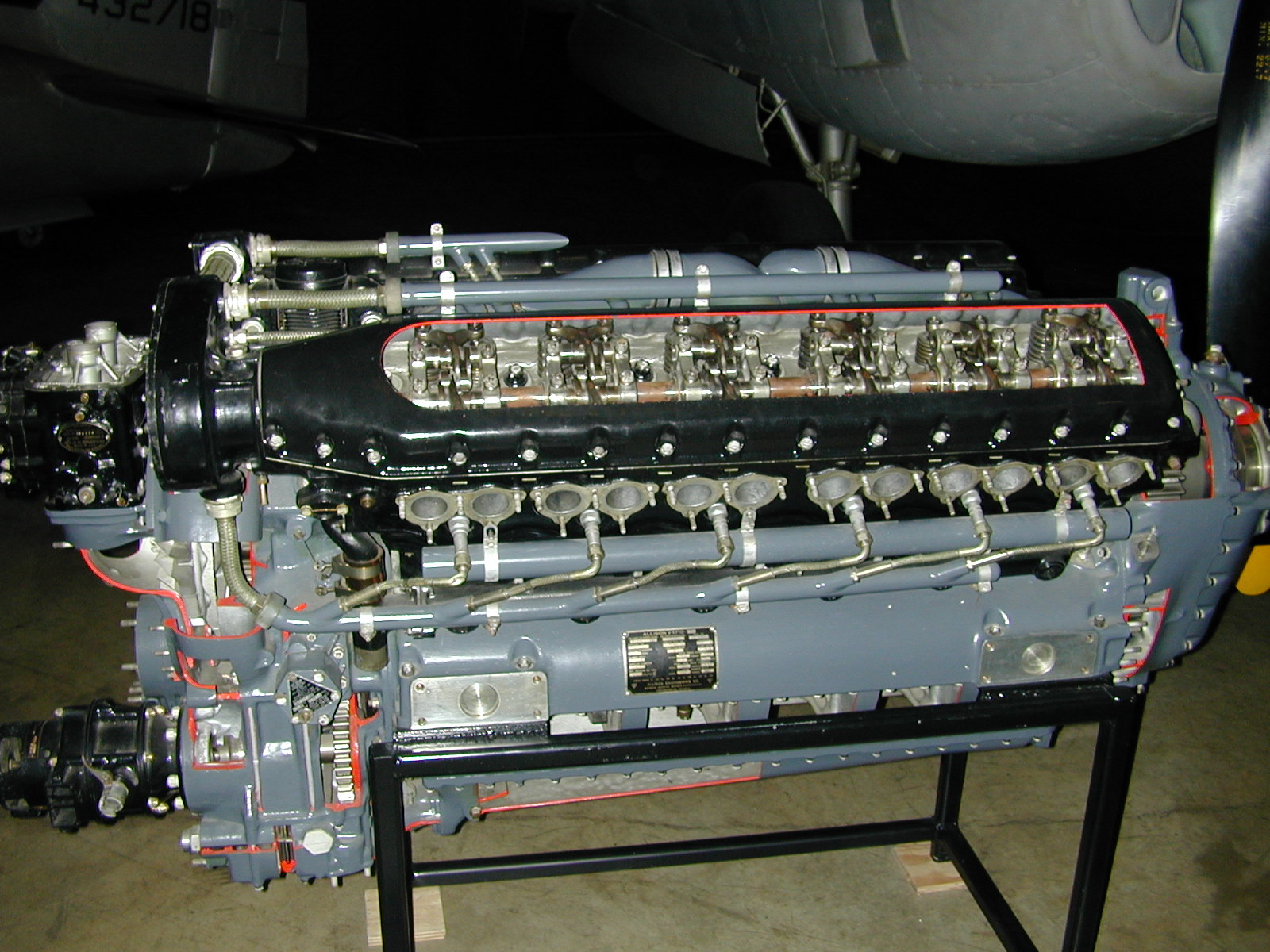
Řez motorem Allison V-1710

Vznik motoru ovšem byl poměrně komplikovaný a dlouhý – jeho vývoj byl zahájen už v květnu 1929, ale poměrně dlouho trvalo odstraňování „dětských nemocí“ konstrukce (oficiální homologace motoru při výkonu 1000 hp proběhla až roku 1937). Do značné míry to ovšem bylo dáno i právě v té době probíhající hlubokou hospodářskou depresí, takže firma nemohla uvolnit nějaké závratné finanční částky; výsledkem toho bylo, že vývoj probíhal na několika mála prototypech, které byly postupně upravovány na základě dat získaných při zkouškách na brzdě a (později) na létající zkušebně. První prototyp motoru byl dokončen v srpnu 1931 (první prototyp „konkurenčního“ typu Rolls-Royce P.V.12, pozdějšího slavného motoru Rolls-Royce Merlin, se na brzdě rozběhl až 15. října 1933). Prvními skutečně významnými verzemi byla až řada „Series C“, z nichž první se rozběhl na brzdě v roce 1935. Šlo o první motory V-1710, které se dostaly na výkon 1000 hp (během března a dubna 1937 přepracovaný motor V-1710-C8 konečně úspěšně prošel úřední 150hodinovou homologační zkouškou – předchozí test motoru V-1710-C6 skončil poruchou po 141 hodinách chodu na zkušebně). Ovšem první skutečně významnou sériovou verzí, sériově vyráběnou, byl až V-1710-33 (V-1710-C15), který poháněl první verze stíhačky Curtiss P-40 (Hawk 81, Curtiss P-40B a P-40C).
Nesrovnatelně větší praktický přínos než motory „Series C“ ale měly teprve motory „Series F“ (ty mj. ve verzích V-1710-39 a -81 poháněly stíhací letouny Curiss P-40 a první verze typu North American P-51 Mustang, či ve verzích V-1710-89/-91 a -111/-113 stíhací letouny Lockheed P-38) a pozdější verze „Series E“ (zejména V-1710-85, -93 a -117), které poháněly stíhačky Bell P-39 Airacobra a P-63 Kingcobra. Ovšem zůstává skutečností že s pozdějšími verzemi motoru Rolls-Royce Merlin byly skutečně srovnatelné za války jen v prototypech postavené verze V-1710-121 a V-1710-119 z letounů Curtiss XP-40Q a North American XP-51J, popř. ještě v nevelkém počtu postavené motory V-1710-109 (ty vznikly pro již jen v pár kusech postavený Bell P-63E Kingcobra, to ovšem bylo opravdu v posledních týdnech války).
Na závěr také je možno zmínit vcelku unikátní verzi motoru V-1710, v tzv. turbokompoundním uspořádání. Při tomto uspořádání motoru je využíváno energie výfukových plynů v turbíně, ovšem (na rozdíl od mnohem obvyklejšího použití turbokompresoru, kdy je energie výfukových plynů využita k pohonu dmychadla) v tomto případě je výkon přes redukční převod veden na klikový hřídel. Výsledkem tedy je zvýšení užitečného výkonu motoru, spolu se snížením měrné spotřeby paliva. S tímto uspořádáním experimentovalo již na přelomu 30. a 40. let několik výrobců leteckých motorů v USA. Během války se mezi tyto výrobce zapojila i firma Allison, která začala vyvíjet turbokompoudní verzi motoru V-1710. Byly zahájeny práce na nové verzi motoru v provedení „E“ (tzn. motory pohánějící vrtuli přes spojovací hřídel, tyto byly montovány do stíhaček Bell P-39 Airacobra a P-63 Kingcobra). Při konstrukci turbokompoundní verze konstruktéři vyšli z motoru verze V-1710-109 (E22), ke kterému byla přidána turbína General Electric CT-1, převzatá z turbokompresoru CH-5. Přenos výkonu z turbíny zajišťoval reduktor s převodem 5,953÷1 a pružná spojka (ta bránila přenosu vibrací z motoru na reduktor a turbínu). Nový motor V-1710-127 (V-1710-E27) dosahoval v nominální výšce 11 000 stop (cca 3353 m) vcelku úctyhodného bojového výkonu 2980 hp (cca 2222 kW), a to při plnicím tlaku 100 in Hg (abs. tlak 2540 mm rtuťového sloupce, tj. cca 3386 hPa), při použití předepsaného paliva 115/145 Grade (u benzínů s oktanovým číslem nad 100 se používalo k vyjadřování antidetonační odolnosti paliva tzv. výkonnostního čísla, a toto nebylo označováno octane ale grade, aby nedocházelo k nejasnostem), současně se vstřikováním nemrznoucí směsi vody a alkoholu, tzv. ADI (Anti Detonation Injection; tímto způsobem je možné ještě dále zvýšit plnicí tlak, a tedy i výkon motoru, aniž by s použitým palivem došlo k detonačnímu spalování; výsledek je tedy srovnatelný s použitím paliva s vyšším oktanovým číslem). Ještě ve výšce 30 000 stop (9144 m) motor vyvíjel výkon 1530 hp (1141 kW), přičemž podle měření 550 hp (410 kW), tedy téměř 36 %, na hřídel dodávala turbína.
Materiel Command ještě na sklonku války objednalo přestavbu jednoho letounu Bell P-63E-1 na prototyp XP-63H, ale již krátce po konci války se celý podnik jevil jako nadále zcela neperspektivní. Výsledkem bylo, že s koncem války se veškeré práce rapidně zpomalily, aby v polovině roku 1946 byly veškeré práce na XP-63H oficiálně zastaveny – vývoj sebevýkonnějších pístových motorů již nadále nebyl schopen konkurovat úspěšnému vývoji proudových motorů, které slibovaly dosažení vyšších výkonů vojenských letounů, a to přece jen schůdnější cestou.

## Varianty

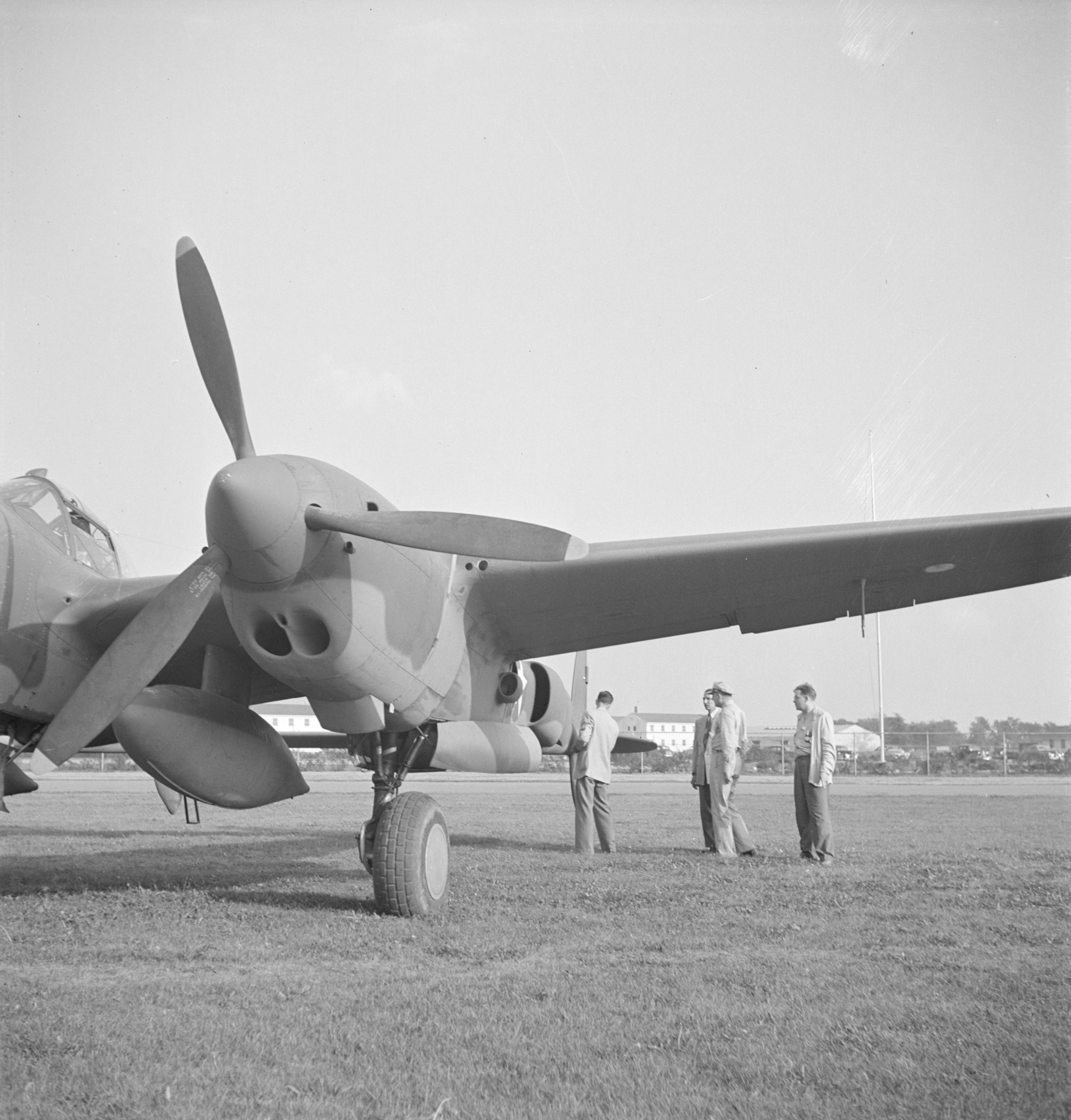
Stroj P-38G, v tomto případě jde o motor V-1710-51/55 (F10)

(Uvedena verze letounu a vzletový výkon motoru)
Lockheed P-38 Lightning
- V-1710-27/29(F2R, F2L), 1150 hp, YP-38, P-38D, P-38E
- V-1710-49/53(F5R, F5L), 1325 hp, P-38F
- V-1710-51/55(F10R, F10L), 1325 hp, P-38F, P-38G, P-38H
- V-1710-75/77(F15R, F15L), 1425 hp, P-38K
- V-1710-89/91(F17R, F17L), 1425 hp, P-38H, P-38J
- V-1710-111/113(F30R, F30L), 1500 hp, P-38L, P-38M

Bell P-39 Airacobra
- XV-1710-17(E2), 1150 hp, XP-39
- V-1710-35(E4), 1150 hp, P-39D, P-39F, P-400, Airacobra Mk.I
- V-1710-37(E5), 1090 hp, YP-39
- V-1710-47(E9), 1325 hp, XP-39E
- V-1710-59(E12), 1100 hp, P-39J
- V-1710-63(E6), 1325 hp, P-39D-2, P-39K, P-39L
- V-1710-83(E18), 1200 hp, P-39M
- V-1710-85(E19), 1200 hp, P-39N, P-39Q

Curtiss P-40 Warhawk
- V-1710-33(C15), 1040 hp, P-40C
- V-1710-39(F3R), 1150 hp, P-40D, P-40E
- V-1710-73(F4R), 1325 hp, P-40K
- V-1710-81(F20R), 1200 hp, P-40M, P-40N, P-40R
- V-1710-99(F26R), 1200 hp, P-40N
- V-1710-115(F31R), 1200 hp, P-40N
- V-1710-101(F27R), 1325 hp, XP-40Q
- V-1710-121(F28R), 1425 hp, XP-40Q

North American P-51 Mustang
- V-1710-39(F3R), 1150 hp, P-51
- V-1710-81(F20R), 1200 hp, P-51A
- V-1710-119(F32R), 1500 hp, XP-51J

North American A-36 Apache
- V-1710-87(F21R), 1325 hp, A-36A

Curtiss XP-55 Ascender
- V-1710-95(F23R), 1275 hp

Bell P-63 Kingcobra
- V-1710-47(E9), 1325 hp, XP-63
- V-1710-93(E11), 1325 hp, P-63A, P-63C
- V-1710-117(E21), 1325 hp, P-63C
- V-1710-109(E22), 1425 hp, P-63E

North American P-82 Twin Mustang
- V-1710-143/145(G6R, G6L), 1600 hp, P-82E, P-82F

## Specifikace (Allison V-1710)
Základní data společná pro všechny řady
- Typ: pístový letecký motor, čtyřdobý zážehový kapalinou chlazený přeplňovaný vidlicový dvanáctiválec (bloky válců svírají úhel 60 stupňů), vybavený reduktorem
- Vrtání válce: 5½ palce (139,7 mm)
- Zdvih pístu: 6 palců (152,4 mm)
- Zdvihový objem motoru: 28,031 litru
- Kompresní poměr: 6,65 (s výjimkou několika prototypů a motorů „series G“)
- Rozvod: OHC, čtyřventilový (dva sací a dva výfukové ventily, výfukové jsou chlazeny sodíkem)
- Zapalování: zdvojené, magnety
- Mazání motoru se suchou klikovou skříní

Technické údaje motoru verze V-1710-39 (V-1710-F3R)
- Výkony:
- vzletový 1150 hp (857,5 kW) při 3000 ot/min. a plnicím tlaku 45,5 in Hg (1541 mbar/hPa)
- nominální 1150 hp v 3566 m, při 3000 ot/min. a plnicím tlaku 44,6 in Hg (1510 mbar/hPa)
- bojový 1470 hp (1096,2 kW) u hladiny moře, při 3000 ot/min. a plnicím tlaku 56 in Hg (1896 mbar/hPa)
- bojový 1490 hp (1111,1 kW) v 1311 m, při 3000 ot/min. a plnicím tlaku 56 in Hg (1896 mbar/hPa)
- Převod reduktoru: 2,00
- Unašeč vrtule: SAE No. 50
- Kompresor: odstředivý jednostupňový jednorychlostní, poháněný převodem od klikového hřídele
- Převod kompresoru 1÷8,80 (tj. rotor kompresoru má 26 400 ot/min. při 3000 ot/min. klikového hřídele)
- Průměr rotoru kompresoru 9½ palce (241,3 mm)
- Karburátor: PD-12K2
- Palivo: benzín s oktanovým číslem 100
- Hmotnost suchého motoru (bez provozních náplní): 594,2 kg

Technické údaje motoru verze V-1710-73 (V-1710-F4R)
- Výkony:
- vzletový 1325 hp (988 kW) při 3000 ot/min. a plnicím tlaku 51,0 in Hg (1727 mbar/hPa)
- nominální 1150 hp (857,5 kW) v 3658 m, při 3000 ot/min. a plnicím tlaku 42,0 in Hg (1422 mbar/hPa)
- bojový 1580 hp (1178,2 kW) v 762 m, při 3000 ot/min. a plnicím tlaku 60,0 in Hg (2032 mbar/hPa)
- Převod reduktoru: 2,00
- Unašeč vrtule: SAE No. 50
- Kompresor: odstředivý jednostupňový jednorychlostní, poháněný převodem od klikového hřídele
- Převod kompresoru 1÷8,80 (tj. rotor kompresoru má 26 400 ot/min. při 3000 ot/min. klikového hřídele)
- Průměr rotoru kompresoru 9½ palce (241,3 mm)
- Karburátor: PD-12K2
- Palivo: benzín 100/125 Grade
- Hmotnost suchého motoru (bez provozních náplní): 610,1 kg

Technické údaje motoru verze V-1710-81 (V-1710-F20R)
- Výkony:
- vzletový 1200 hp (894,8 kW) při 3000 ot/min. a plnicím tlaku 51,5 in Hg (1744 mbar/hPa)
- nominální 1125 hp (838,9 kW) v 4724 m, při 3000 ot/min. a plnicím tlaku 44,5 in Hg (1507 mbar/hPa)
- bojový 1360 hp (1014,2 kW) u hladiny moře, při 3000 ot/min. a plnicím tlaku 57 in Hg (1930 mbar/hPa)
- bojový 1410 hp (1051,4 kW) v 2896 m, při 3000 ot/min. a plnicím tlaku 57 in Hg (1930 mbar/hPa)
- Převod reduktoru: 2,00
- Unašeč vrtule: SAE No. 50
- Kompresor: odstředivý jednostupňový jednorychlostní, poháněný převodem od klikového hřídele
- Převod kompresoru 1÷9,60
- Průměr rotoru kompresoru 9½ palce (241,3 mm)
- Karburátor: PD-12K6
- Palivo: benzín 100/130 Grade (specifikace AN-F-28)
- Hmotnost suchého motoru (bez provozních náplní): 613,2 kg

Technické údaje motoru verze V-1710-101 (V-1710-F27R)
- Výkony:
- vzletový 1325 hp (988 kW) při 3000 ot/min
- nominální 1150 hp (857,5 kW) v 6827 m, při 3000 ot/min. a plnicím tlaku 50,0 in Hg (1693 mbar/hPa)
- bojový 1500 hp (1118,5 kW) v 1828 m, při 3200 ot/min. a plnicím tlaku 60,0 in Hg (2032 mbar/hPa)
- Převod reduktoru: 2,36
- Unašeč vrtule: SAE No. 50
- Kompresor: dvoustupňový odstředivý (radiální), poháněný převodem od klikového hřídele
- Kompresor (hlavní)
  - Převod kompresoru 1÷8,10
  - Průměr rotoru kompresoru 9½ palce (241,3 mm)
- Předřazený stupeň kompresoru
  - Převod kompresoru 1÷6,85
  - Průměr rotoru kompresoru 12 a 3/16 palce (309,56 mm)
- Karburátor: PD-12K7
- Palivo: benzín 100/130 Grade (specifikace AN-F-28)
- Hmotnost suchého motoru (bez provozních náplní): 689,5 kg

Technické údaje motoru verze V-1710-121 (V-1710-F28R)
- Výkony:
- vzletový 1425 hp (1062,6 kW) při 3000 ot/min
- nominální 1100 hp (857,5 kW) v 8534 m, při 3200 ot/min.
- bojový (s ADI, „Wet“) 1700 hp (1267,7 kW) v 7924 m, při 3200 ot/min.
- Převod reduktoru: 2,36
- Unašeč vrtule: SAE No. 50
- Kompresor: dvoustupňový odstředivý (radiální), poháněný převodem od klikového hřídele
- Kompresor (hlavní)
  - Převod kompresoru 1÷8,10
  - Průměr rotoru kompresoru 9½ palce (241,3 mm)
- Předřazený stupeň kompresoru
  - Převod kompresoru 1÷7,23
  - Průměr rotoru kompresoru 12 a 3/16 palce (309,56 mm)
- Karburátor: PD-12K12
- Palivo: benzín 100/130 Grade (specifikace AN-F-28)
- Hmotnost suchého motoru (bez provozních náplní): 705,3 kg

Technické údaje motoru verze V-1710-119 (V-1710-F32R)
- Výkony:
- vzletový 1500 hp (1118,5 kW) při 3200 ot/min. a plnicím tlaku 62,5 in Hg (2116 mbar/hPa)
- nominální 1200 hp (894,8 kW) v 9144 m, při 3200 ot/min. a plnicím tlaku 52,0 in Hg (1761 mbar/hPa)
- bojový (s ADI, „Wet“) 1900 hp (1416,8 kW) u hladiny moře, při 3200 ot/min. a plnicím tlaku 78 in Hg (2641 mbar/hPa)
- bojový (s ADI, „Wet“) 1720 hp (1282,6 kW) v 6310 m, při 3200 ot/min.
- Kompresní poměr: 6,00
- Převod reduktoru: 2,36
- Unašeč vrtule: SAE No. 50
- Kompresor: dvoustupňový odstředivý (radiální), s mezichladičem stlačeného vzduchu, poháněný převodem od klikového hřídele
- Kompresor (hlavní)
  - Převod kompresoru 1÷8,10
  - Průměr rotoru kompresoru 9½ palce (241,3 mm)
- Předřazený stupeň kompresoru
  - Převod kompresoru 1÷7,64
  - Průměr rotoru kompresoru 12 a 3/16 palce (309,56 mm)
- Karburátor: Bendix SD-400
- Palivo: benzín 100/130 Grade (specifikace AN-F-28)
- Hmotnost suchého motoru (bez provozních náplní): 793,8 kg

Technické údaje motoru verze V-1710-35 (V-1710-E4)
- Výkony:
- vzletový 1150 hp (857,5 kW) při 3000 ot/min. a plnicím tlaku 45,5 in Hg (1541 mbar/hPa)
- nominální 1150 hp (857,5 kW) v 3658 m, při 3000 ot/min. a plnicím tlaku 42 in Hg (1422 mbar/hPa)
- bojový 1490 hp (1111,1 kW) v 1311 m, při 3000 ot/min. a plnicím tlaku 56 in Hg (1896 mbar/hPa)
- Převod reduktoru: 1,80
- Unašeč vrtule: SAE No. 60
- Kompresor: odstředivý jednostupňový jednorychlostní, poháněný převodem od klikového hřídele
- Převod kompresoru 1÷8,80
- Průměr rotoru kompresoru 9½ palce (241,3 mm)
- Karburátor: PD-12K2
- Palivo: benzín s o.č. 100
- Hmotnost suchého motoru (bez provozních náplní): 623,7 kg

Technické údaje motoru verze V-1710-63 (V-1710-E6)
- Výkony:
- vzletový 1325 hp (988 kW) při 3000 ot/min. a plnicím tlaku 51,0 in Hg (1727 mbar/hPa)
- nominální 1150 hp (857,5 kW) v 3597 m, při 3000 ot/min. a plnicím tlaku 42,0 in Hg (1422 mbar/hPa)
- bojový 1580 hp (1178,2 kW) v 762 m, při 3000 ot/min. a plnicím tlaku 60 in Hg (2032 mbar/hPa)
- Převod reduktoru: 2,00
- Unašeč vrtule: SAE No. 60
- Kompresor: odstředivý jednostupňový jednorychlostní, poháněný převodem od klikového hřídele
- Převod kompresoru 1÷8,80
- Průměr rotoru kompresoru 9½ palce (241,3 mm)
- Karburátor: PD-12K2 nebo PD-12K6
- Palivo: benzín 100/125 Grade
- Hmotnost suchého motoru (bez provozních náplní): 650,9 kg

Technické údaje motoru verze V-1710-83 (V-1710-E18)
- Výkony:
- vzletový 1200 hp (894,8 kW) při 3000 ot/min. a plnicím tlaku 51,5 in Hg (1744 mbar/hPa)
- nominální 1125 hp (838,9 kW) v 4724 m, při 3000 ot/min. a plnicím tlaku 44,5 in Hg (1507 mbar/hPa)
- bojový 1410 hp (1051,4 kW) v 2896 m, při 3000 ot/min. a plnicím tlaku 57 in Hg (1930 mbar/hPa)
- Převod reduktoru: 2,00
- Unašeč vrtule: SAE No. 60
- Kompresor: odstředivý jednostupňový jednorychlostní, poháněný převodem od klikového hřídele
- Převod kompresoru 1÷9,60
- Průměr rotoru kompresoru 9½ palce (241,3 mm)
- Karburátor: PD-12K6
- Palivo: benzín 100/130 Grade (specifikace AN-F-28)
- Hmotnost suchého motoru (bez provozních náplní): 650,9 kg

Technické údaje motoru verze V-1710-85 (V-1710-E19)
- Výkony:
- vzletový 1200 hp (894,8 kW) při 3000 ot/min. a plnicím tlaku 51,5 in Hg (1744 mbar/hPa)
- nominální 1125 hp (838,9 kW) v 4724 m, při 3000 ot/min. a plnicím tlaku 44,5 in Hg (1507 mbar/hPa)
- bojový 1410 hp (1051,4 kW) v 2896 m, při 3000 ot/min. a plnicím tlaku 57 in Hg (1930 mbar/hPa)
- Převod reduktoru: 2,227
- Unašeč vrtule: SAE No. 60
- Kompresor: odstředivý jednostupňový jednorychlostní, poháněný převodem od klikového hřídele
- Převod kompresoru 1÷9,60
- Průměr rotoru kompresoru 9½ palce (241,3 mm)
- Karburátor: PD-12K6
- Palivo: benzín 100/130 Grade (specifikace AN-F-28)
- Hmotnost suchého motoru (bez provozních náplní): 658,6 kg

Technické údaje motoru verze V-1710-93 (V-1710-E11)
- Výkony:
- vzletový 1325 hp (988 kW) při 3000 ot/min. a plnicím tlaku 54 in Hg (1829 mbar/hPa)
- nominální 1150 hp (857,5 kW) v 6827 m, při 3000 ot/min. a plnicím tlaku 51,5 in Hg (1744 mbar/hPa)
- bojový (s ADI, „Wet“) 1825 hp (1360,9 kW) u hladiny moře, při 3000 ot/min. a plnicím tlaku 75 in Hg (2540 mbar/hPa)
- Převod reduktoru: 2,227
- Unašeč vrtule: SAE No. 60
- Kompresor: dvoustupňový odstředivý (radiální), poháněný převodem od klikového hřídele
- Kompresor (hlavní)
  - Převod kompresoru 1÷8,10
  - Průměr rotoru kompresoru 9½ palce (241,3 mm)
- Předřazený stupeň kompresoru
  - Převod kompresoru 1÷6,85
  - Průměr rotoru kompresoru 12 a 3/16 palce (309,56 mm)
- Karburátor: PT-13E9
- Palivo: benzín 100/130 Grade (specifikace AN-F-28)
- Hmotnost suchého motoru (bez provozních náplní): 731,6 kg

Technické údaje motoru verze V-1710-109 (V-1710-E22)
- Výkony:
- vzletový 1425 hp (1062,6 kW) při 3000 ot/min. a plnicím tlaku 59,3 in Hg (2008 mbar/hPa)
- nominální 1100 hp (820,3 kW) v 9144 m, při 3000 ot/min. a plnicím tlaku 50 in Hg (1693 mbar/hPa)
- bojový (s ADI, „Wet“) 1835 hp (1368,4 kW) u hladiny moře, při 3200 ot/min. a plnicím tlaku 76 in Hg (2574 mbar/hPa)
- Převod reduktoru: 2,227
- Unašeč vrtule: SAE No. 60
- Kompresor: dvoustupňový odstředivý (radiální), poháněný převodem od klikového hřídele
- Kompresor (hlavní)
  - Převod kompresoru 1÷8,10
  - Průměr rotoru kompresoru 9½ palce (241,3 mm)
- Předřazený stupeň kompresoru
  - Převod kompresoru 1÷7,23
  - Průměr rotoru kompresoru 12 a 3/16 palce (309,56 mm)
- Karburátor: PD-12K15
- Palivo: benzín 100/130 Grade (specifikace AN-F-28)
- Hmotnost suchého motoru (bez provozních náplní): 753 kg